# Cabruñana
Cabruñana es una parroquia del concejo de Grado, en el Principado de Asturias (España). Alberga una población de 37 habitantes (INE 2021). Ocupa una extensión de 2,82 km².
Está situada en la zona noroccidental del concejo, a 5 km de la capital a través de la carretera N-634. Limita al norte con el concejo de Candamo; al este con la parroquia de Villapañada; al sur con la de El Fresno; y al oeste con el concejo de Salas.
Atraviesa la parroquia la carretera N-634, a través de la cual se comunica con la capital moscona, de la que dista 5 km y al oeste con la población de Cornellana a unos escasos 4 km y con Salas a unos 11 km. Cabruñana goza de una de las ubicaciones más privilegiadas desde el punto de vista estratégico del Principado de Asturias. Situado dominando el extremo occidental del gran corredor central asturiano, este núcleo y sus aledaños constituyen la zona de paso más favorable para acceder por el interior del área central a la
occidental de la región. El enclave y su entorno han sido pródigos en hallazgos de conjuntos líticos, tanto del paleolítico inferior, como del medio y superior. Tres necrópolis tumulares se localizan en esta zona: la de Sierra Sollera Baja; la necrópolis de La Cueña; y finalmente, ya en términos de la parroquia de San Juan de Villapañada, la necrópolis de El Valle. Al noreste del lugar se encuentra el Castiellu El Pedreu, asentamiento defensivo dotado de un complejo sistema de fosos, de notable envergadura, que bordean el flanco septentrional de un exiguo recinto, reconocible por la gran acumulación pétrea que lo define, y de la cual proviene su nombre.
Las referencias al lugar son muy numerosas en la documentación medieval. Su histórico papel de divisoria territorial entre las Asturias de Oviedo y las Asturias de Tineo queda ya patente en la Alta Edad Media; así en 1010 ya hay constancia de documentos por parte de Alfonso V.

## Poblaciones
Según el nomenclátor de 2009 la parroquia está formada por las poblaciones de:
- Cabruñana (lugar): 33 habitantes.
- Los Llanos (aldea): 44 habitantes.

El lugar de Cabruñana se asienta en el collado divisorio de las cuencas de los ríos Nalón y Narcea, situado a una altura que oscila entre los 350 y los 380 m s. n. m.

## Fiestas
Se celebran, con oficio religioso, las festividades de La Candelaria, el 2 de febrero; y La Magdalena, el 22 de julio.